# Cnesterodon
 Cnesterodon és un gènere de peixos de la família dels pecílids i de l'ordre dels ciprinodontiformes.

## Taxonomia
- Cnesterodon brevirostratus (Rosa & Costa, 1993)
- Cnesterodon carnegiei (Haseman, 1911)
- Cnesterodon decemmaculatus (Jenyns, 1842)
- Cnesterodon holopteros (Lucinda, Litz & Recuero, 2006)
- Cnesterodon hypselurus (Lucinda & Garavello, 2001)
- Cnesterodon iguape (Lucinda, 2005)
- Cnesterodon omorgmatos (Lucinda & Garavello, 2001)
- Cnesterodon raddai (Meyer & Etzel, 2001)
- Cnesterodon septentrionalis (Rosa & Costa, 1993)[1][2][3][4][5]